# Zhang Yanqing
Zhang Yanqing  (張燕卿, 1898 - 1951), est un général et homme politique chinois qui fut ministre des Affaires étrangères de l'État du Mandchoukouo. Son père, Zhang Zhidong, est un important fonctionnaire de la dynastie Qing et son frère, Zhang Renli, est membre du gouvernement national réorganisé de la République de Chine.

## Biographie
Natif de la province du Hebei (près de Tianjin), Zhang étudie les langues étrangères à Tsingtao avant de se rendre au Japon pour étudier à l'école pour aristocrates Gakushūin en 1920. À son retour en Chine en 1922, il est nommé maire de Wafangdian au Liaoning, et est promu en 1924 au poste de gouverneur du comté de Zhengding. Il devient ensuite gouverneur de Tianjin en 1925 au sein du gouvernement de Beiyang. En 1926, la ville est élevée au statut de province spéciale et Zhang obtient le poste de chef de la police du Hebei dans sa liste de nomination. L'année suivante, il devient également conseiller au ministère des Transports et vice-président du conseil de défense de la province du Kirin en Mandchourie. Il s'installe à Changchun pour diriger le département de développement économique du Kirin.
Après l'incident de Mukden de septembre 1931, Zhang aide Xi Qia à proclamer l'indépendance du Kirin vis-à-vis de la Chine, et assiste l'armée impériale japonaise à occuper pacifiquement la ville de Kirin. Après la proclamation de l'État du Mandchoukouo, il participe au sénat et soutient fortement l'établissement d'une monarchie en opposition à Zang Shiyi qui est plus favorable à une république. En mars 1932, il accepte le poste de ministre de l'Industrie et devient l'un des directeurs de l'association Concordia en juillet 1932. En mai 1935, il remplace Xie Jishi en tant que ministre des Affaires étrangères, poste qu'il conserve jusqu'en mai 1927.
Après la chute du Mandchoukouo, Zhang fuit au Japon avec l'aide d'associés de Tōyama Mitsuru où il meurt en 1951.